# VfL Schwerin
VfL Schwerin was een Duitse voetbalclub uit Schwerin, Mecklenburg.

## Geschiedenis
De club werd in 1900 opgericht. In 1921 speelde de club voor het eerst in de hoogste klasse. De eerste seizoenen eindigde de club steeds in de lagere middenmoot. In 1927 eindigde de club voor het eerst op een derde plaats na Lübecker BV Phönix en Schweriner FC 03. Het volgende seizoen werd de club zelfs vicekampioen. In 1928/29 plaatste de club zich voor het eerst voor de Noord-Duitse eindronde, waar de club in de eerste ronde verloor van Hannoverscher SV 96. Ook in 1930 werd de club vicekampioen achter Phönix en plaatste zich voor de Noord-Duitse eindronde en verloor daar met 7-1 van Union 03 Altona. De volgende jaren kon de club zich niet meer plaatsen voor de eindronde.
In 1933 werd de Gauliga ingevoerd als hoogste klasse. Hiervoor kwalificeerde de club zich niet. Rivaal Schweriner FC 03 wel, maar deze club degradeerde meteen. Door het nieuwe systeem waarvoor de clubs uit Schwerin te zwak waren besloten ze te fusioneren in 1938. VfL, FC 03 en Wacker Schwerin, dat voorheen nooit in de hoogste klasse smolten samen tot Schweriner SV 03 dat meteen in de hoogste klasse mocht starten. Na de Tweede Wereldoorlog werd de club ontbonden.